# Yoseph Imry

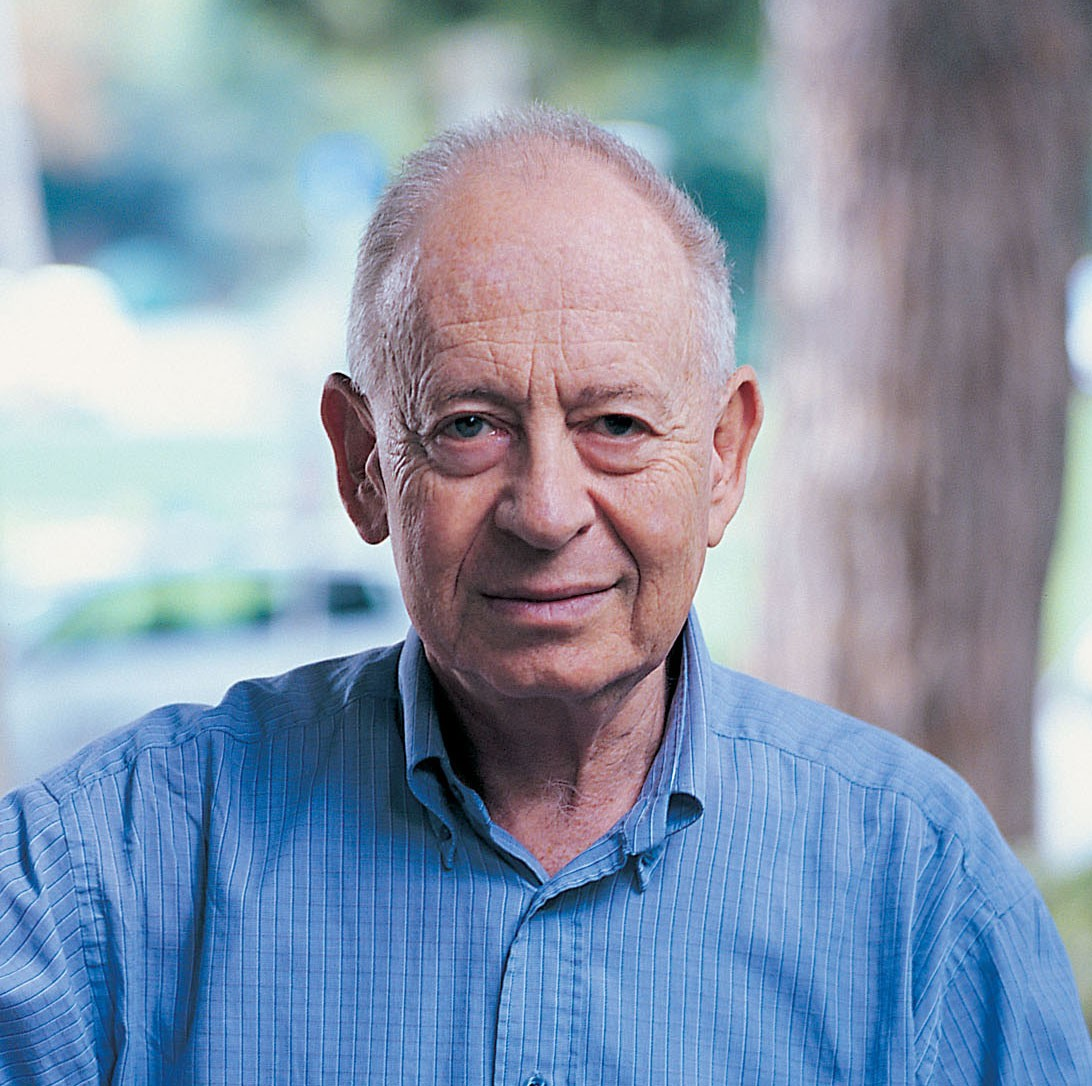
Yoseph Imry (2009)

Yoseph Imry (* 23. Februar 1939 in Tel Aviv; † 29. Mai 2018) war ein israelischer Physiker. Er war Professor am Weizmann-Institut für Wissenschaften und gehörte zu den Pionieren und Gründern im Bereich der Mesoskopiephysik, die sich mit den physikalischen Phänomenen beschäftigt, die im Übergangsbereich von kleinen Atomen bis zu makroskopischen Objekten auftreten.

## Leben
Yoseph Imrys Mutter kam zu Beginn des Jahrhunderts nach Israel, sein Vater im Jahre 1933. Sein Großvater väterlicherseits kam aus Ostpolen für eine berufliche Position nach Berlin. Die Auswirkungen seines Elternhauses auf dem Weg zur Wissenschaft waren bedeutend. Sein Vater war ein Lehrer für Mathematik, Physik und Elektronik und unterrichtete am Gymnasium in Rischon LeZion und Ironi Tel Aviv. Mit 63 Jahren fing er an, eine Doktorarbeit zu schreiben, starb jedoch vor deren Vollendung. Seine Mutter war Lehrerin. Weitere Familienmitglieder waren ebenfalls in Lehrberufen tätig. Im Haus gab es also ein engagiertes Umfeld für Wissenschaft und Wissenserwerb.
Imry war verheiratet. Er hatte zwei Töchter – eine ist Ärztin und die andere Musikerin – und vier Enkelkinder.

## Werdegang
Imry nahm 1956 an der Hebräischen Universität Jerusalem das Studium der Physik auf, das er 1961 abschloss. Nach dem anschließenden obligatorischen Armeedienst nahm er 1963 ein Promotionsstudium am Weizmann-Institut für Wissenschaften auf und promovierte 1966 zum Ph.D. Nach einem Post-Doc-Forschungsaufenthalt an der Cornell University von 1967 bis 1969 war er als Dozent an der Universität Tel Aviv tätig, bevor er 1973 dort zunächst Associate Professor und 1977 schließlich ordentlicher Professor wurde. An der Universität Tel Aviv unterrichtete er bis 1986 und wechselte im selben Jahr als Professor an das Weizmann Institute of Science. 2007 wurde er emeritiert.
Während seiner akademischen Laufbahn hatte Imry zahlreiche Gastprofessuren und -dozenturen inne, so an der University of California (1973–1975), dem Brookhaven National Laboratory (1975), der Yale University (1985), dem Institut für Theoretische Physik an der University of California (1991–2001) sowie den  Lorentz Lehrstuhl an der Universität Leiden (1996). Außerdem war er von 1985 bis 1991 Mitglied der Kommentare zur Festkörperphysik, von 1996 bis 1999 Mitglied des Editorial Boards der Zeitschrift Physical Review Letters und bis 2001 auch der Zeitschrift Annalen der Physik sowie Vorsitzender des Albert-Einstein-Minerva-Centers für Theoretische Physik am Weizmann-Institut.

## Auszeichnungen
- 1983: Landau Prize, Tel Aviv
- 1987: Weizmann-Preis
- 1987: IBM Research Award
- 1993: Alexander-von-Humboldt-Preis
- 1996: Rothschild-Preis in Physik
- 2001: Israel-Preis in Physik
- 2006: EMET-Preis
- 2016: Wolf-Preis in Physik[2]

Er war Mitglied der European Academy of Sciences and Arts (Salzburg), der European Academy of Sciences, Arts and Humanities (Paris) und der Israel Academy of Sciences and Humanities. 1985 wurde er Fellow der American Physical Society, 2008 Mitglied der National Academy of Sciences.

## Veröffentlichungen
Imry hat Hunderte von wissenschaftlichen Artikeln und Buchkapitel veröffentlicht. Sein Buch zur Einführung in die mesoskopische Physik (Introduction to Mesoscopic Physics) gilt als Standardwerk.